# Decazeville
Decazeville is een gemeente in het departement Aveyron, Frankrijk. De gemeente telde 5.025 inwoners op 1 januari 2022. Het ligt in de regio Occitanie.
Decazeville werd in 1833 gesticht en is genoemd naar Élie, hertog Decazes, die in 1828 de eerste hoogoven opende. De gemeente heeft een rijk industrieel verleden.

## Geschiedenis

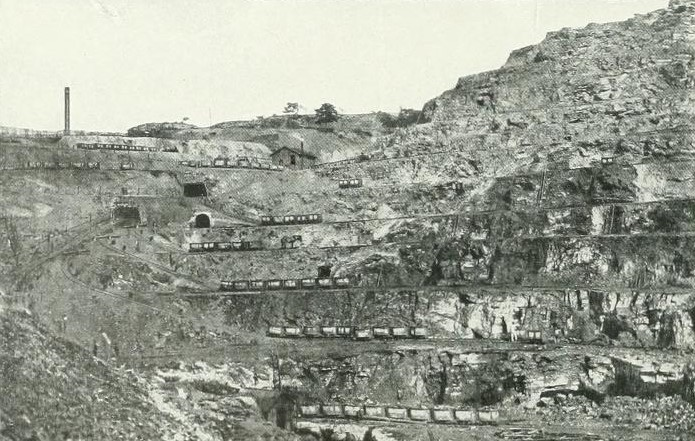
De open steenkoolmijn van Lasalle, 1906

Al in de 15e eeuw werd het steenkoolbekken van Aubin geëxploiteerd. In 1820 werd er aan de rand van dit bekken, bij Mondalazac, ijzererts ontdekt. Dit gaf een nieuwe impuls aan de steenkoolwinning en in de vallei van de Riou-Mort verschenen vanaf 1828 hoogovens. Hiervoor werden gespecialiseerde ingenieurs en arbeiders uit Wales of België aangetrokken. In 1833 werd de gemeente Decazeville opgericht. Deze verenigde de industriële site Lasalle met de parochies Saint-Roch, Saint-Michel en Vialarels. In 1881 werd Decazeville ook een kanton.
De komst van de spoorweg versterkte de industriële ontwikkeling van Decazeville en de omliggende gemeenten. In 1865 ging de Société des houillères et fonderies de l'Aveyron failliet. In 1868 werd een nieuwe onderneming opgericht maar de volgende decennia tijdens de lange depressie ging het bergaf met de industrie. Dit leidde tot sociale onrust en stakingen. Onderdirecteur Jules Watrin werd door stakende arbeiders gedood. In 1895 kocht de firma Commentry-Fourchambault de steenkoolmijnen en staalfabrieken en volgde er een opleving. De bevolking groeide sterk en de industrie profiteerde van de bestellingen die de Eerste Wereldoorlog met zich meebracht. In Decazeville werden obussen en granaten gemaakt. Maar de economische crisis van de jaren 1930 betekende het einde van deze groei. Na de Tweede Wereldoorlog was er een korte opleving van de steenkoolwinning toen de steenkoolmijnen werden genationaliseerd. De industrie, die in private handen bleef, werd verenigd als de Usines Chimiques et métallurgiques de Decazeville, maar kreeg het moeilijk. De chemische fabrieken sloten de deuren. In 1947 en 1948 waren er grote stakingen in de streek. In 1961-1962 was er een grote staking in de mijnsector maar in 1966 sloot de laatste steenkoolmijn. De staalnijverheid bleef langer bestaan; de laatste staalfabriek sloot ook in 1987. Er volgde een moeilijke reconversie.

## Geografie
De oppervlakte van Decazeville bedroeg op 1 januari 2022 13,88 vierkante kilometer; de bevolkingsdichtheid was toen 362 inwoners per km². De gemeente ligt in de vallei van de Riou-Mort en wordt in het noorden begrensd door de Lot.
De onderstaande kaart toont de ligging van Decazeville met de belangrijkste infrastructuur en aangrenzende gemeenten.

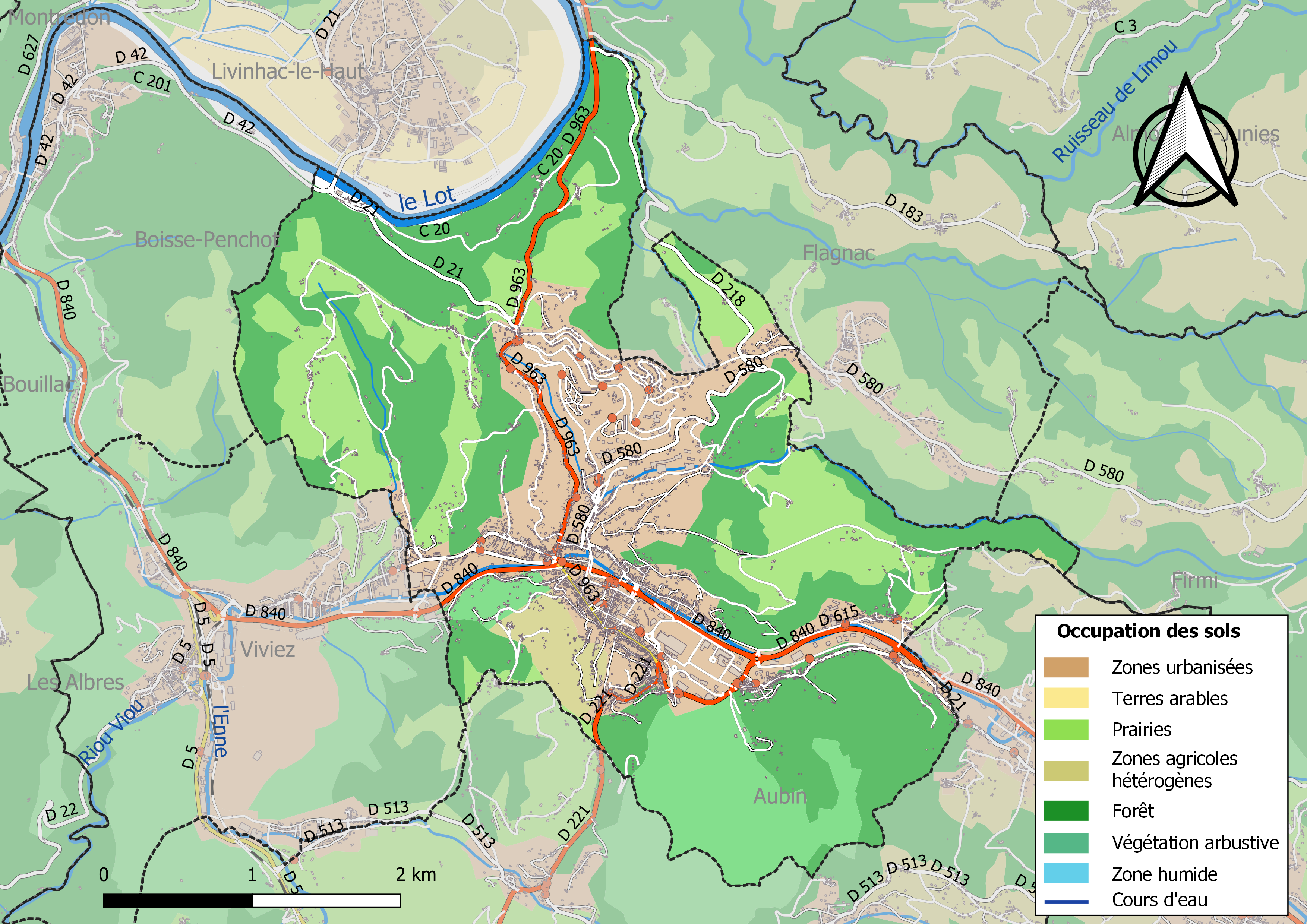

## Verkeer
Het spoorwegstation Viviez - Decazeville ligt in de aanpalende gemeente Viviez.

## Demografie
In 1834 telde de gemeente 2.715 inwoners. In 1911 telde Decazeville al meer dan 14.000 inwoners en in 1918 bijna 20.000 inwoners. Tijdens de Eerste Wereldoorlog werden arbeiders uit Spanje aangetrokken en in de jaren 1920 arbeiders uit Polen. Door de economische moeilijkheden volgde er daarna een gevoelige krimp van de bevolking.
Onderstaande figuur toont het verloop van het inwonertal (bron: INSEE-tellingen).

Vanwege een beveiligingsprobleem met de MediaWiki Graph-software is het momenteel niet mogelijk deze grafiek weer te geven. Zodra de software is bijgewerkt zal de grafiek vanzelf weer zichtbaar worden.

## Musea
- Musée Vetter, geologiemuseum
- Musée du Patrimoine Industriel et Minier

## Geboren
- Emma Calvé (1858-1942), sopraan